# Майкл Кіндо
Майкл Кіндо (20 червня 1947 — 31 грудня 2020) — індійський хокеїст на траві.
Бронзовий призер Олімпійських Ігор 1972 року.
Срібний призер Азійських ігор 1974 року.
Чемпіон світу 1975 року, срібний призер 1973 року, бронзовий призер 1971 року.